# حبیب‌الله خان قوام‌الملک
حبیب‌الله خان قوام‌الملک شیرازی (قوام‌الملک چهارم) یک سیاستمدار شیرازی از خاندان قوام و فرزند ارشد محمدرضا خان قوام‌الملک بود. او پس از مرگ پدرش به مقام بیگلربیگی فارس و کلانتری ایلات خمسه رسید.
حبیب‌الله خان در دوره نخست مجلس شورای ملی بعنوان نماینده شیراز حضور داشت. همچنین با تأسیس شهرداری شیراز در سال ۱۲۹۰ او به عنوان نخستین شهردار شهر منصوب شد. از جمله اقدامات وی تأسیس دبستانی با عنوان «مدرسه قوامیه» در سال ۱۲۸۹ بود که در سال ۱۳۱۰ منحل شد.

## زندگی
پس از قتل محمدرضا خان قوام‌الملک در ۱۷ اسفند ۱۲۸۶ در خانه‌اش توسط نعمت‌الله بروجردی، از مشروطه‌خواهان طرفدار معتمد دیوان کواری، به مقام بیگلربیگی و کلانتری ایلات خمسه رسید. از آنجا که پدرش از مخالفان مشروطه بود، او قتل را به مشروطه‌خواهان نسبت می‌داد و در مجلس ختمی که در حسینیه قوام بر پا نود، دستور به قتل سران مشروطه شیراز، شیخ محمدباقر اصطهباناتی و سید احمد معین‌الاسلام دشتکی، داد. مدتی بعد معتمد دیوان نیز به دستور او کشته شد. در مرداد ۱۲۸۹ حبیب‌الله خان به عنوان والی فارس منصوب شد.
در جریان حکمرانی او نیز رقابت و اختلاف با قشقایی‌ها و صولت‌الدوله در اوج خود قرار داشت. دولت مرکزی که دید او در سرکوب شورش قشقایی‌ها ناتوان بود، حسینعلی خان نظام‌السلطنه را به امید برقراری تعادل به عنوان والی فارس منصوب کرد. با این حال، به زودی آشکار شد که او نیز شدیداً طرفدار صولت‌الدوله بود و به محض اینکه در دی ماه ۱۲۸۹ به شیراز رسید، درگیر مناقشه شدیدی با قوام شد. در دوره او همچنین کلانتر ایل عرب خمسه عسکر خان عرب شیبانی علیه دولت شورید و قسمتی از شمال فارس را اشغال کرد و خود را «عسکر شاه» نامید. قوام‌الملک شورش او را با موفقیت سرکوب و عسکر خان را اعدام کرد. با اعدام او کنترل خاندان قوام بر ایلات خمسه دوچندان شد.
نظام‌السلطنه در فروردین ماه ۱۲۹۰، حبیب‌الله خان، برادرش نصرالدوله و چند تن دیگر از خاندان قوام را دستگیر کرد. او سپس در اردیبهشت ماه، پس از اینکه توسط دولت مرکزی از اعدام رهبران قوامی منصرف شد، آن‌ها را به تبعید فرستاد. کاروان آن‌ها در حوالی خانه زنیان در جاده بوشهر مورد حمله نیروهای قشقایی قرار گرفت. در این حمله نصرالدوله کشته شد ولی حبیب‌الله خان توانست از آن مهلکه فرار کند و به شیراز بازگشت. او در آنجا به کنسولگری بریتانیا پناهنده شد و از آن‌ها درخواست کمک کرد. انگلیسی‌ها تا آن زمان متقاعد شده بودند که شکست قوامی‌ها دوره‌ای از هرج و مرج بی‌نظیر را در جنوب ایران در پی خواهد داشت. بنابر این آن‌ها با اکراه و علیرغم اینکه طبق قرارداد ۱۹۰۷، شیراز در منطقه بی‌طرف قرار داشت، در تیرماه همان سال مقدار قابل توجهی پول به حبیب‌الله خان دادند تا نیروی جدیدی را جمع‌آوری و مسلح کند. آن‌ها همچنین قشقایی‌ها را تهدید کردند که در صورت عدم عقب‌نشینی از شیراز، به مداخله نظامی مستقیم خواهند پرداخت. در نهایت، آن‌ها ژاندارمری افسران سوئدی برای پلیس راه شیراز- بوشهر و دیگر شریان‌های تجاری مهم را راه‌اندازی کردند.
رقابت قوامی‌ها و قشقایی‌ها با انتخاب طرف‌های متضاد در جنگ جهانی اول تشدید شد. انگلیسی‌ها برای حفاظت از میادین نفتی خود در خوزستان و عراق به امنیت در فارس نیاز داشتند؛ بنابراین هر چه در توان داشتند برای حمایت از قوام انجام دادند. در پاییز ۱۲۹۴، آن‌ها حتی موفق شدند یک بار دیگر دولت ایران را متقاعد کنند که حبیب‌الله خان را به عنوان والی فارس منصوب کند. از سوی دیگر آلمانی‌ها می‌خواستند در فارس آشوب ایجاد شود تا مناطق نفتی انگلیس تهدید شود و زمینه را برای حمله احتمالی عثمانی به ایران هموار کند. بر این اساس، آن‌ها یکی از عوامل تحریک کننده توانا خود، ویلهلم واسموس را به شیراز فرستادند تا افسران آلمانی طرفدار ژاندارمری و سایر عناصر مخالف را برای شورش علیه انگلیسی‌ها ترغیب کنند. در آبان ماه همان سال، آلمانی‌ها در شیراز کودتا کردند که در جریان آن کنسول انگلیس و یازده رعیت دیگر انگلیس به اسارت درآمدند.
بااین حال، پیروزی واسموس زودگذر بود، زیرا حامیان او بیشتر قبایل ساحلی دشتستان و تنگستان بودند که از شیراز بسیار دور بودند. افزون بر این، کودتاگران با بی‌احتیاطی به حبیب‌الله خان اجازه داده بودند تا به بوشهر فرار کند، جایی که او پناهگاه امنی در کنسولگری بریتانیا پیدا کرده بود. در بهمن ماه ۱۲۹۴ حبیب‌الله خان با ارتش بزرگی که توسط انگلیس تدارک دیده شده بود، عازم شیراز شد. او در راه در خفر در جریان یک شکار از اسب سقوط کرد و درگذشت. پیکر او در حافظیه به خاک سپرده شد. پس از او فرزندش ابراهیم خان قوام‌الملک به مقام کلانتری فارس رسید.